# Parcelle cadastrale (droit belge)

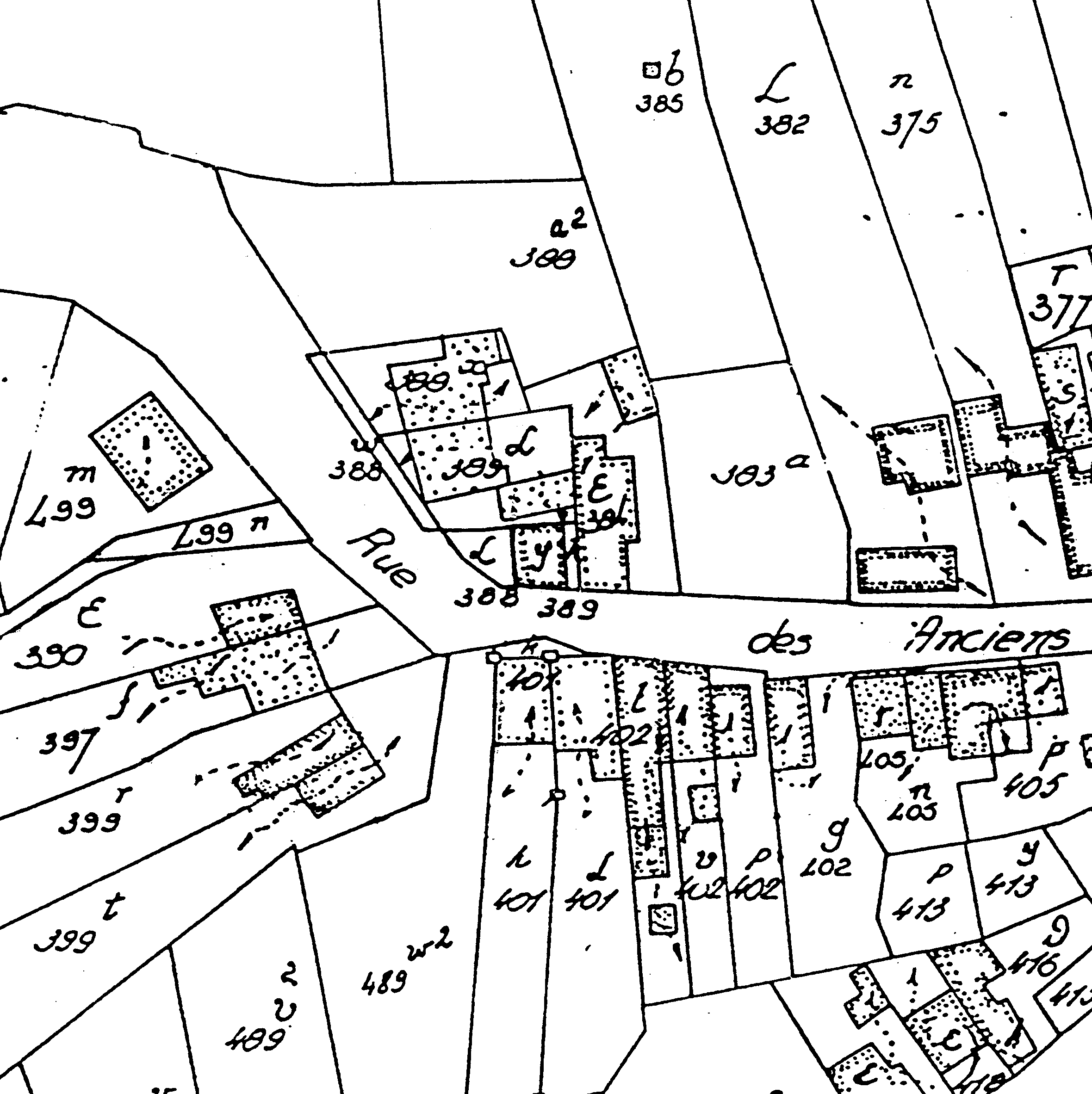
Parcelle cadastrale

En droit belge, la parcelle cadastrale est une portion de terrain d'une même nature cadastrale (bois, pâture, maison, jardin, cour, chemin, terrain vague, etc.), entièrement inclus dans une division cadastrale et sur laquelle s'exerce un ensemble de droits réels (propriété, usufruit, emphytéose, ...) ainsi que des servitudes publiques ou privées.

## Définition officielle
« Une parcelle est une portion de terrain plus ou moins grande, située dans un même canton, triage ou lieu-dit, présentant une même nature de culture et appartenant à un même propriétaire. »

— Définition formulée dans l'Instruction du cadastre Napoléonien du 20 avril 1808 et officiellement reprise par la FIG

## Parcelle cadastrale
La parcelle cadastrale se compose d'une parcelle plan et d'au moins une parcelle patrimoniale et PURE. Chacune de ces entités peut avoir des détenteurs de droits réels différents.

## Parcelle plan
La parcelle plan correspond à la représentation au plan de la parcelle cadastrale. Elle est identifiée par un identifiant (CaPaKey) composé du numéro de la division cadastrale (CaDiKey), la section, le radical parcellaire, le diviseur, l'exposant et la puissance.
Le numéro de la division cadastrale (CaDiKey) dépend exclusivement de MEOW et est immuable et n'a rien à voir avec le numéro INS de la commune qui dépend d'IBZ et qui peut changer lors des modifications des secteurs statistiques ou des fusions de communes (même si pour plusieurs communes la CaDiKey de la première division correspond à l'INS).

## Parcelle patrimoniale
La première parcelle patrimoniale (identifiée par le suffixe P000) correspond à la propriété du terrain et éventuellement de l'unique immeuble construit sur celui-ci, pour autant qu'ils appartiennent au même propriétaire.
À chaque parcelle patrimoniale est associée un élément de la matrice cadastrale reprenant l'ensemble de détenteurs de droits réels (PUPENS) : propriétaire, usufruitier, possesseur, emphytéote, nu-propriétaire et superficiaire.
Par exemple, dans le cas d'un immeuble grevé d'un droit de superficie, il y aura une parcelle patrimoniale P000 pour identifier le terrain appartenant au propriétaire du fonds et une seconde parcelle patrimoniale P001 pour identifier l'immeuble appartenant au superficiaire. 
De même dans le cas d'un immeuble à appartements, il y aura une parcelle patrimoniale P000 pour identifier le terrain et les parties communes et autant de parcelles patrimoniales (P001, P002, P003, ...) que d'entités privatives distinctes (appartements, parkings, caves...)

## PURE
Le PURE est l'acronyme de Patrimonial Unit of Real Estate. Il permet d’identifier des objets non représentables au plan (appartements), des objets plus petits ou égale aux parcelles, d’établir des liens entre les différents objets et d’y attacher des valeurs et des droits. 
Une parcelle possède toujours un PUR-Terrain et si elle est bâtie un ou plusieurs PUR-Bâtiment. Dans les industries et commerces, les parcelles contiennent également des PUR-Mat&Out qui reprend le matériel et l’outillage.  

## Identification préalable des parcelles
Dans un acte authentique, l’identification (le n° de parcelle) et les limites exactes du bien faisant l’objet de l’acte ne sont pas toujours présentes. Soit parce que le bien n’est pas connu à la Documentation patrimoniale (bien futur), soit parce que l’acte porte sur la mutation d’une partie de parcelle. Il s'ensuit une discontinuité dans la sécurité juridique puisque le nouveau numéro de parcelle, donné a posteriori de la passation de l’acte, ne correspond pas à l’identification présente dans l’acte.
Depuis 2014, afin d’améliorer la sécurité juridique, tout bien immeuble faisant l’objet d'une transaction dans un acte authentique doit être précadastratré et reçoit une identification préalable et univoque. De même, le plan du géomètre-expert reçoit également une identification avant la passation de l'acte.
La précadastration succède à la convention entre le cadastre et les géomètres-experts.